# Joseph Black
Joseph Black, škotski fizik in kemik, * 16. april 1728, Bordeaux, Francija, † 10. november 1799, Edinburg, Škotska.

## Življenje in delo
Black se je na Univerzi v Edinburgu ukvarjal z raziskavami ogljikovega dioksida. Bil je prvi, ki mu je uspelo ogljikov dioksid izolirati v čisti obliki. Pokazal je, da se bazičnost karbonatov poveča, ko absorbirajo ogljikov dioksid in obratno. S primerjavo segrevanja vode in živega srebra je prišel do spoznanja, da imajo različne snovi različne specifične toplote. S to ugotovitvijo je prispeval k uvedbi koncepta absolutne temperature. Odkril je tudi značilnost vodnega ledu, da se tali brez spremembe v njegovi temperaturi. V letu 1755 je s poskusi pokazal, da je treba magnezij uvrščati med elemente. 